# Троненко Ростислав Володимирович
Ростислав Володимирович Троненко (нар. 22 березня 1962) — український дипломат. Надзвичайний і Повноважний Посол України в Республіці Мозамбік (з 8 січня 2025).

## Життєпис
Народився 22 березня 1962 року в місті Суми. 1984 року закінчив Київський державний університет ім. Т.Шевченка. 2006 року Дипломатичну академію при Міністерстві закордонних справ України, магістр міжнародних відносин. Володіє іноземними мовами: іспанською, португальською, російською та англійською мовами.
У 1994-1997 роках — Керівник секретаріату Міністра закордонних справ України.
З 1997 до 1999 року — Заступник Постійного представника України при міжнародних організаціях у Відні.
Радник-посланник Посольства України в Федеративній Республіці Бразилія у 1999—2001 роках.
У 2001-2003 роках — Директор Третього територіального департаменту МЗС України.
Працював начальником управління кадрового забезпечення Міністерства закордонних справ України у 2003—2005 роках.
З 19 грудня 2005 по 12.05.2010 — Надзвичайний та Повноважний Посол України в Португалії. У 2008 році член офіційної делегації України для участі в саміті «Україна — Європейський Союз».
З 2010 — директор Другого територіального Департаменту МЗС України. Член делегації України для участі в роботі 66-ї сесії Генеральної Асамблеї ООН.
З 23 серпня 2011 року — дипломатичний ранг Надзвичайного і Повноважного Посла.
З 24 березня 2012 до 6 жовтня 2021 року — Надзвичайний і Повноважний Посол України у Федеративній Республіці Бразилія.
2012 року член делегації України для участі у Конференції Організації Об'єднаних Націй із питань сталого розвитку.
З 8 січня 2025  — Надзвичайний і Повноважний Посол України в Республіці Мозамбік.

## Сім'я
Одружений з Фабіаною Троненко, має доньку Мар'яну.